# 今日のユイコさん
『今日のユイコさん』（きょうのユイコさん）は、秀河憲伸による日本の漫画。『月刊アフタヌーン』（講談社）にて2011年11月号から2015年6月号まで連載。頑固な女の子・ユイコと、気弱な男の子・トモヤの相思相愛の日常を描く、「成長型青春ラブコメディ（1巻より）」。

## 登場人物

### 主人公
黒木 ユイコ（くろき ユイコ）
本作の主人公。物語が始まった時点で、すでにトモヤと交際を始めており、彼のことは誰の前でも「トモヤ」と下の名前で呼んでいる。非常に真面目で頑固な性格の持ち主であり、校則などのルールを軽々しく破ることを嫌う堅物。成績も非常に優秀。気弱な性格のトモヤにいつもきついダメ出しをしているが、その実彼にぞっこん惚れており、説教などを口実にして少しでも一緒にいる時間を設けようと画策する（ツンデレ）。また自分が頑固すぎることも自覚しており、そのせいで人に距離を置かれることを気にするなど、メンタル面は普通の女の子である。押しに弱くすぐ顔に出る。スタイルは良いが背は若干低く、運動は苦手。料理をしても編み物をしても腕前は平均より下であるものの、トモヤのためなら努力は惜しまない。割とネガティブ思考であるが、だんだんと成長してゆく。通っている学校で教鞭をとっている姉が1人おり、制服は彼女のお下がり。
多田野 トモヤ（ただの トモヤ）
本作のもうひとりの主人公。大人しい性格の持ち主で、交際しているユイコに対しても終始敬語で話し、「ユイコさん」とさん付けで呼ぶ。場に流されやすい一面があるものの、基本的に真面目で成績もそこそこ良好。ただし遅刻が多い。誰にでも優しいため女子にも人気があり、意図せずユイコをやきもきさせることもしばしばである。頑固な性分のユイコが主張することにはたいがい折れて従うものの、度が過ぎる場合には声を荒らげて我を通すこともあり、その際にはユイコも従う。振り回されることが多くとも彼もまた心底ユイコに惚れており、不器用ながらも少しずつ関係を深めている。

### クラスメイト
赤崎 明美（あかざき あけみ）
面倒見が良く友達思い。明るく積極的で空気が読める性格。家は服屋。トモヤと青松とは幼なじみ。青松に気があるようである。寝相が悪い。テニス部員。
青松 ケン（あおまつ ケン）
普段は悪ぶっていてがさつだが、いいところもある。トモヤと仲が良い。
茶山（さやま）
あだ名は「チャマ」。テニス部員。
柴田（しばた）
スレンダーである。
白附 ミキ（しらつき ミキ）

真田（さなだ）
バレー部員。

### 教師
黒木先生
ユイコの姉。スモーカー。ジャージ姿でいることが多い。口が悪く無愛想だが優しいところもある。元不良。森本先生にほのかな想いを抱いている。
森本先生
ユイコの姉の恩師。

### その他
竹内先輩
オシャレな人である。
明美の祖母

## 単行本
- 秀河憲伸 『今日のユイコさん』 講談社〈アフタヌーンKC〉、全5巻
  1. 2012年9月21日発売 ISBN 978-4-06-387841-7
  2. 2013年3月22日発売 ISBN 978-4-06-387876-9
  3. 2013年11月22日発売 ISBN 978-4-06-387938-4
  4. 2014年9月22日発売 ISBN 978-4-06-387996-4
  5. 2015年6月23日発売 ISBN 978-4-06-388064-9